# Суха игла
Суха игла (на къснолатински – ponto saecco) е техника в изобразителното изкуство, вид гравюра, при която не се използват киселини. Суха игла е относително лесна за изпълнение техника.
При сухата игла е добре да се запази ескизния характер на творбата.

## Техника
При сухата игла се използва специфичен инструмент – игла – с твърд стоманен или диамантен връх. С помощта на този инструмент се надрасква предимно метална (медна или цинкова) повърхност. Характерно е, че при това надраскване, за разлика от други графични техники, от повърхността на метала не се отнема, а по-скоро се измества настрани, в зависимост от натиска, който прилага авторът, докато работи с иглата. При тази интервенция по метала се появяват неравности (грапавини) и вдлъбнатини.
След това повърхността се покрива с мастило. След като „излишното“ мастило се изтрие от медната повърхност, изображението се отпечатва върху престояла във вода хартия, която преди отпечатването е била подсушена от излишната вода.
Отпечатването става по метода на дълбокия печат. В днешно време металните плочи са почти изцяло изместени от полиетиленови материали.

## Специфика
При сухата игла е много важно и в същото време трудно да се запазят вдлъбнатините при отпечатване. При неподходящи условия за печат, неравностите, получени при първоначалната обработка на творбата, се заравняват. Така, качеството и количеството на отпечатаните копия намалява. По тази причина номерирането на отпечатъците е много важно. Обикновено тиражът не надминава 20 броя. Подписаните и номерирани от автора отпечатъци са смятат за оригинали.
При нанасянето на мастилото върху металната повърхност, в зависимост от посоката на движение, а по-късно, при отпечатването на изображението върху хартия, в зависимост от силата на натиска на печатарския валяк, се получават специфични ефекти. Трудността произлиза от това, че при нанасянето на мастилото и при отпечатването, авторът трябва да пресъздаде своята идея за това, как трябва да изглежда творбата му в краен вариант.

## История
Едни от първите майстори на гравюрата върху мед са Антонио Полаюоло, Лукас Кранах и Албрехт Дюрер.
На последния принадлежат три от най-прочутите произведения в тази техника: „Меланхолия“ (1514 г.), „Свети Йероним в килията си“ (1514 г.), „Рицарят, Смъртта и дявола“ (1514 г.). В Средновековието съществува традиция художникът да прави рисунките, а гравирането и отпечатването да се извършва от професинален гравьор. Често това се отрзява зле върху крайния резултат. Такъв е случеят с гравюрите по рисунки на Питер Брьогел Стария, в които липсва свежестта на оригиналите. Рембранд, сочен като един от най-великите графици, използва сухата игла като допълнение на офортите си.

## Галерия
- Примери за Суха игла
- „Адам и Ева“, Лукас Кранах
- „Рицарят, Смъртта и дявола“, Дюрер, 1514 г.
- „Големите риби изяждат малките“, Брьогел Стария, ок. 1560 г.
- „Балерина“, Ърнст Опле
- „Христос изцелява болни“ („Листът за сто гулдена“), Рембранд, 1649 г., офорт